# Glendora (Mississipi)
Glendora és una població dels Estats Units a l'estat de Mississipi. Segons el cens del 2000 tenia 285 habitants.

## Demografia
Segons el cens del 2000, Glendora tenia 285 habitants, 69 habitatges, i 60 famílies. La densitat de població era de 786 habitants per km².
Dels 69 habitatges en un 55,1% hi vivien nens de menys de 18 anys, en un 29% hi vivien parelles casades, en un 50,7% dones solteres, i en un 11,6% no eren unitats familiars. En el 8,7% dels habitatges hi vivien persones soles el 2,9% de les quals corresponia a persones de 65 anys o més que vivien soles. El nombre mitjà de persones vivint en cada habitatge era de 4,13 i el nombre mitjà de persones que vivien en cada família era de 4,26.
Per edats la població es repartia de la següent manera: un 41,8% tenia menys de 18 anys, un 15,4% entre 18 i 24, un 23,2% entre 25 i 44, un 14,7% de 45 a 60 i un 4,9% 65 anys o més.
L'edat mediana era de 21 anys. Per cada 100 dones de 18 o més anys hi havia 82,4 homes.
La renda mediana per habitatge era de 14.375 $ i la renda mediana per família d'11.875 $. Els homes tenien una renda mediana de 17.500 $ mentre que les dones 11.250 $. La renda per capita de la població era de 7.044 $. Entorn del 68,2% de les famílies i el 62,6% de la població estaven per davall del llindar de pobresa.

## Poblacions més properes
El següent diagrama mostra les poblacions més properes.